# Elos Elonga-Ekakia
Elos Elonga-Ekakia (5 febbraio 1974) è un ex calciatore congolese (Repubblica Democratica del Congo), di ruolo attaccante.

## Statistiche

### Cronologia presenze e reti in nazionale
| Cronologia completa delle presenze e delle reti in nazionale ― RD del Congo | Cronologia completa delle presenze e delle reti in nazionale ― RD del Congo | Cronologia completa delle presenze e delle reti in nazionale ― RD del Congo | Cronologia completa delle presenze e delle reti in nazionale ― RD del Congo | Cronologia completa delle presenze e delle reti in nazionale ― RD del Congo | Cronologia completa delle presenze e delle reti in nazionale ― RD del Congo | Cronologia completa delle presenze e delle reti in nazionale ― RD del Congo | Cronologia completa delle presenze e delle reti in nazionale ― RD del Congo |
| Data                                                                        | Città                                                                       | In casa                                                                     | Risultato                                                                   | Ospiti                                                                      | Competizione                                                                | Reti                                                                        | Note                                                                        |
| --------------------------------------------------------------------------- | --------------------------------------------------------------------------- | --------------------------------------------------------------------------- | --------------------------------------------------------------------------- | --------------------------------------------------------------------------- | --------------------------------------------------------------------------- | --------------------------------------------------------------------------- | --------------------------------------------------------------------------- |
| 28-3-1994                                                                   | Tunisi                                                                      | Mali                                                                        | 0 – 1                                                                       | Zaire                                                                       | Coppa d'Africa 1994                                                         | -                                                                           | ?’ 56’                                                                      |
| 30-3-1994                                                                   | Tunisi                                                                      | Tunisia                                                                     | 1 – 1                                                                       | Zaire                                                                       | Coppa d'Africa 1994                                                         | -                                                                           | 46’                                                                         |
| 2-6-1996                                                                    | Belle Vue Maurel                                                            | Mauritius                                                                   | 1 – 5                                                                       | Zaire                                                                       | Qual. Mondiali 1998                                                         | 2                                                                           | 51’                                                                         |
| 16-6-1996                                                                   | Kinshasa                                                                    | Zaire                                                                       | 2 – 0                                                                       | Mauritius                                                                   | Qual. Mondiali 1998                                                         | -                                                                           | 74’                                                                         |
| 23-2-1997                                                                   | Lomé                                                                        | Togo                                                                        | 1 – 1                                                                       | RD del Congo                                                                | Qual. Coppa d'Africa 1998                                                   | -                                                                           | ?’                                                                          |
| 4-10-1998                                                                   | Lusaka                                                                      | Zambia                                                                      | 1 – 1                                                                       | RD del Congo                                                                | Qual. Coppa d'Africa 2000                                                   | -                                                                           | 14’ 66’                                                                     |
| Totale                                                                      |                                                                             | Presenze                                                                    | 6                                                                           |                                                                             | Reti                                                                        | 2                                                                           |                                                                             |

## Palmarès

### Club

#### Competizioni nazionali
- Campionato congolese: 1

Vita Club: 1993
- Campionato belga: 2

Anderlecht: 1999-2000, 2000-2001
- Supercoppa del Belgio: 2

Club Bruges: 1998
Anderlecht: 2000